# Georgiana Cavendish, Duquesa de Devonshire
Georgiana Cavendish, Duquesa de Devonshire (7 de junho de 1757 – 30 de março de 1806) foi uma nobre britânica, ícone da moda, autora e ativista. Georgiana fazia parte da família Spencer e, através do seu casamento com William Cavendish, o 5.º Duque de Devonshire, passou a integrar a família Cavendish.
Como duquesa de Devonshire, Georgiana conseguiu bastante atenção e fama na sociedade. Com uma posição proeminente no Pariato da Inglaterra, a duquesa ficou famosa devido ao seu carisma, à sua influência política, à sua beleza, ao seu casamento pouco convencional, aos seus casos amorosos, às suas festas e à sua paixão pelos jogos de azar.
Ela é uma parente distante da princesa Diana.

## Primeiros anos e família

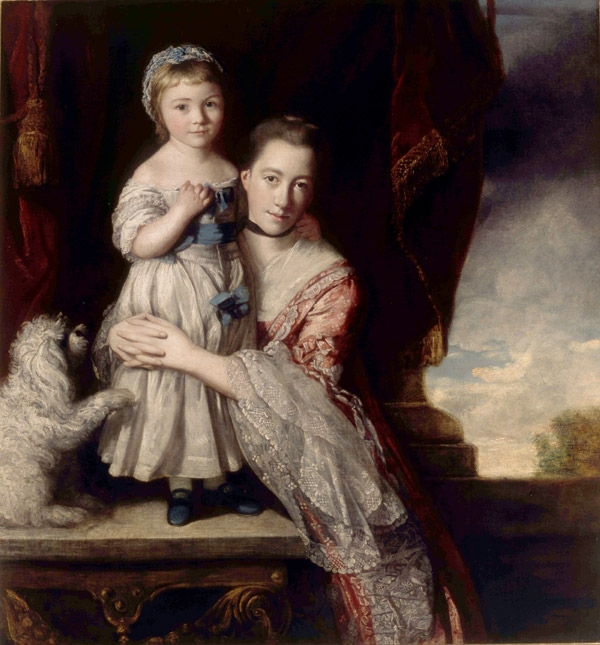
Georgiana Spencer criança com a sua mãe, Margaret Georgiana Spencer. Por Sir Joshua Reynolds

Georgiana Spencer era a filha mais velha de John Spencer, 1º Conde Spencer, um bisneto de John Churchill, 1.º Duque de Marlborough, e de sua esposa, Margaret Georgiana Poyntz. Nasceu em Althorp, a residência da família Spencer. Após o nascimento da sua filha, a sua mãe escreveu: "Admito que tenho um carinho tão especial pela minha pequena Gee, que me parece que nunca amarei tanto outra pessoa".
Georgiana teve dois irmãos mais novos: Henrietta e George (a filha da sua irmã Henrietta, Lady Carolina Lamb, tornou-se escritora e amante de Lord Byron). O pai de Georgiana, John Churchill, vinha de uma família nobre e rica. Ele mandou construir uma residência para a sua família em St. James, Londres e foi aí que criou os seus filhos. O senhor e a senhora Spencer tiveram o que era considerado um casamento unusualmente feliz e afetuoso para a época. Georgiana desenvolveu uma relação muito próxima com a sua mãe e dizia-se que ela era a sua filha preferida.
Quando o pai de Georgiana assumiu o título de visconde Spencer em 1761, ela ganhou a forma de tratamento: A Honorável Georgiana Spencer. Em 1765, o seu pai tornou-se conde e ela passou a ser conhecida como Lady Georgiana Spencer.

## Casamento e filhos
Em 5 de junho de 1774, Georgiana, no seu 17.º aniversário, desposou William Cavendish, 5.º Duque de Devonshire, o homem mais desejado da sociedade inglesa, nove anos mais velho que ela. O casamento realizou-se na igreja Wimbledon Parish. Foi uma pequena cerimónia onde apenas estiveram presentes os pais, avó materna e futuros cunhados de Georgiana. Os seus pais estiveram relutantes em deixá-la ir, e embora ela estivesse agora casada com um dos homens mais ricos e poderosos do país, ainda assim tentavam exercer sua influência parental sobre ela e mantê-la emocionalmente dependente deles. O seu pai, que sempre fora muito afetuoso com os filhos, escreveu-lhe uma carta pouco depois da cerimónia: "Minha querida Georgiana, só recentemente me apercebi do quanto te adoro; sinto cada vez mais a tua falta, a cada dia e a cada hora". Georgiana escreveu regularmente à sua mãe durante toda a sua vida e muitas das cartas chegaram aos dias de hoje.
Para a nobreza inglesa, o matrimônio era brilhante, mas foi infeliz. Ambos tinham temperamentos diferentes e não combinavam. Desde o início do casamento o Duque de Devonshire demonstrou ser um homem emocionalmente reservado e muito diferente do pai da duquesa. O casal pouco tinha em comum. O duque raramente fazia companhia à esposa, preferindo passar as suas noites a jogar às cartas. O duque teve casos extra-conjugais durante todo o casamento e a incapacidade temporária de Georgiana de gerar filhos também foi outro problema, pois esposas aristocratas eram valorizadas tanto por sua fertilidade como por seus dotes e conexões. A Duquesa de Devonshire deu à luz duas filhas, antes do nascimento do muito esperado herdeiro e único filho, William, que morreu sem deixar filhos.

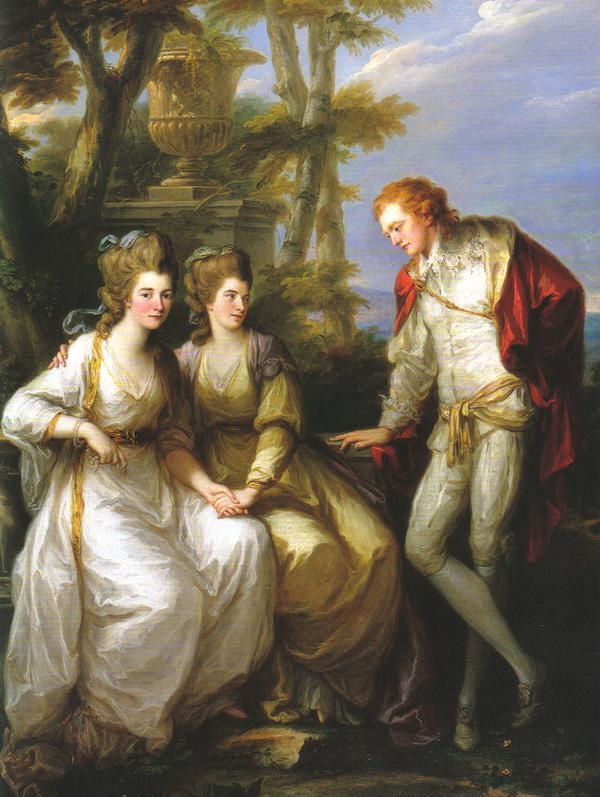
Georgiana com os irmãos, Henrietta e George. Por Angelika Kauffmann, c. 1774. Logo antes do casamento de Georgiana

Antes do seu casamento com Georgiana, o duque teve uma filha ilegítima, Charlotte Williams, fruto de um caso com a ex-modista Charlotte Spencer. A duquesa desconhecia a existência desta filha até vários anos após o seu casamento com o duque. Após a morte da mãe da criança o duque escolheu responsabilizar-se por ela, e Georgiana foi solicitada a criá-la. A duquesa ficou "muito satisfeita" por ficar com Charlotte a seu cargo, mas a sua mãe, a Condessa Spencer, não gostou do arranjo: "Espero que não tenhas falado a alguém sobre ela". A encantada duquesa respondeu: "Ela é a coisinha mais bem-humorada que já se viu".
Em 1782, quando se encontrava afastada de Londres com o duque, Georgiana conheceu Lady Elizabeth Foster (conhecida por "Bess") na cidade de Bath. Lady Elizabeth tornara-se destituída depois de se separar do seu marido e dos dois filhos e acabou por se tornar numa amiga próxima de Georgiana. A situação precária de Elizabeth levou a que Georgiana a convidasse a ir viver na sua casa. O marido de Georgiana e Elizabeth acabaram por ter um caso e criou-se um ménage à trois, e foi arranjado que a estadia de Elizabeth com eles fosse permanente. Apesar de ser comum que membros masculinos da nobreza tivessem amantes, não era tão comum, ou aceitável, que uma amante vivesse de forma tão aberta com um casal. Além disso, a duquesa tornara-se emocionalmente dependente de Lady Elizabeth e considerava-a a sua melhor amiga. Sem mais alternativas, Georgiana tolerou o caso.
Lady Elizabeth Foster acabou por ter dois filhos com o duque: Caroline Rosalie St Jules e Augustus Clifford e, três anos após a morte de Georgiana, casou-se com ele e tornou-se ela própria Duquesa de Devonshire.

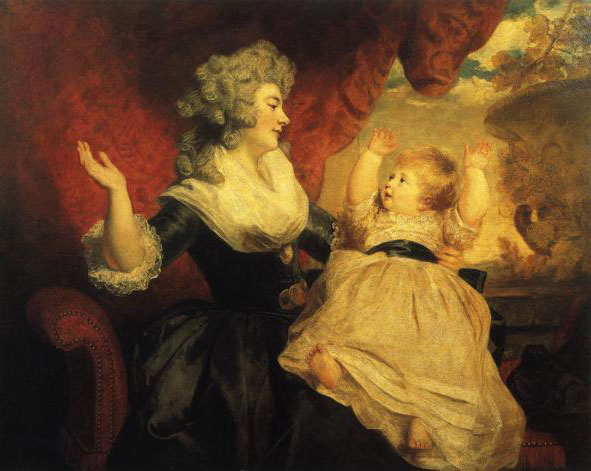
A duquesa de Devonshire com a sua filha mais velha. Por Joshua Reynolds, c. 1785

Apesar da sua infelicidade com o seu marido desligado e mulherengo e do seu casamento frágil, a duquesa, como era o costume na época, não podia, de acordo com as regras da sociedade, ter um amante sem primeiro dar um herdeiro ao marido. Da sua primeira gravidez que chegou a termo, nasceu uma menina, Lady Georgiana Dorothy Cavendish, em 12 de julho de 1783. Chamada de "Little G", ela viria a se tornar a condessa de Carlisle e teria a sua própria descendência. A duquesa desenvolveu um forte instinto maternal desde que começara a criar Charlotte e fez questão de amamentar os seus filhos em vez de procurar uma ama de leite, como era costume entre a aristocracia da época. Em 29 de agosto de 1785, nasceu a sua segunda filha, Lady Harriet Elizabeth Cavendish, que recebeu a alcunha de "Harryo", que viria a se tornar a condessa Granville e teria seus próprios filhos. Finalmente, em 21 de maio de 1790, a duquesa deu à luz um herdeiro homem do ducado: William George Spencer Cavendish, que recebeu o título de marquês de Hartington assim que nasceu e tinha a alcunha de "Hart". William nunca se casou e ficou conhecido como "o duque solteirão". Com o nascimento de William, já era permitido que a duquesa tivesse um amante. Apesar de não existirem provas da data em que a duquesa começou o seu caso com Charles Grey (mais tarde, Conde Grey), ela engravidou dele em 1791. Em consequência desta gravidez, a duquesa foi enviada para França e esta acreditava que ia morrer a dar à luz. Foi com esse espírito que escreveu uma carta ao seu filho recém-nascido que começava da seguinte forma: "Assim que tiveres idade suficiente para compreender esta carta, ela ser-te-á entregue. Ela contém o único presente que te posso dar: a minha bênção, escrita com o meu sangue. Bem, morri antes que me pudesses conhecer, mas amei-te. Amamentei-te durante nove meses. Gosto muito de ti". Em 20 de fevereiro de 1792, Eliza Courtney nasceu sem complicações e a duquesa foi forçada a entregar a filha ilegítima à família de Grey. Mais tarde, a duquesa teve permissão para visitar muitas vezes a filha, fornecendo presentes e afeição a ela. As duas acabaram por criar uma boa relação e Eliza deu o nome de Georgiana a uma das suas filhas.
Enquanto esteve exilada na França, no início da década de 1790, a duquesa de Devonshire esteve praticamente isolada e ficou afetada com a sua separação dos filhos. Ela escreveu à sua filha mais velha: "A tua carta de 1 de novembro foi uma delícia para mim, mas deixou-me melancólica, minha querida filha. Este ano foi o mais doloroso da minha vida... quando regressar para teu lado - e espero nunca mais ter de te deixar - será demasiada felicidade para mim, minha querida, querida Georgiana e ela será paga com muitos dias de saudades - na verdade, cada hora que passo sem ti faz-me ter saudades tuas; se alguma coisa me diverte ou se vejo algo que admire durante muito tempo, tenho vontade de partilhar essa felicidade contigo. Se, por outro lado, estou sem energia, desejo a tua presença, que só por si bastaria para me fazer bem". Para que pudesse regressar à Inglaterra e aos seus filhos, a duquesa teve de aceitar as exigências hipócritas do seu marido e separar-se de Charles Grey. Os registos do tempo que passou em França foram apagados dos registos da família. Porém, durante essa época, os filhos do duque e da duquesa em algum momento foram informados do motivo da sua ausência.
Apesar de a duquesa de Devonshire passar a impressão de que tolerava os casos extra-conjugais do marido, a verdade é que sofreu com eles e procurou refúgio de uma "existência dissipada" nas suas paixões (socializar, moda, política, escrita), em vícios (jogo, álcool e droga) e casos (com vários homens, não apenas Charles Grey).

## Fama e envolvimento na política

A Duquesa de Devonshire por Thomas Gainsborough, 1783

Georgiana Cavendish não ficou famosa somente por seu casamento, como também por sua beleza e estilo, sua campanha política e sua paixão por jogos de azar. Alega-se que ela tenha falecido completamente endividada, embora sua família e a família do marido fossem bastante ricas.
Graças à sua beleza e personalidade reconhecidas, assim como ao seu casamento com o rico e poderoso duque de Devonshire, a duquesa tinha um papel proeminente na sociedade e foi um dos símbolos da sua época. O seu estilo fez dela uma líder feminina extravagante na moda inglesa (o seu penteado atingia alturas extraordinárias para além das suas roupas exuberantes). Georgiana fez uso da sua influência como socialite e ícone da moda para contribuir para a política, ciência e literatura e fazia sempre questão de incluir figuras da política e da literatura nos seus famosos eventos sociais, como salões literários. Entre os seus amigos, contavam-se algumas das figuras mais influentes da época, incluindo o Príncipe de Gales (que viria a tornar-se o rei Jorge IV); Maria Antonieta; e a sua amiga preferida da corte, a duquesa de Polignac; Charles Grey (mais tarde, conde Grey e Primeiro-Ministro Britânico), e Lady Melbourne (amante do príncipe de Gales). Os jornais seguiam de perto todas as suas aparições e atividades.
A duquesa participou ativamente de campanhas políticas numa época em que o direito de voto ainda levaria um século para ser concedido às mulheres (ver sufrágio feminino). Tanto sua família, os Spencer, como os Cavendish eram whigs. Georgiana fazia campanhas pelos whigs, particularmente para um primo distante, Charles James Fox, no tempo em que o rei George III e seus ministros tinham influência sobre a Casa dos Comuns.
Houve rumores de que, durante a eleição geral de 1784, a duquesa de Devonshire trocava beijos por votos a favor de Fox. O desenhista Thomas Rowlandson fez uma famosa sátira dela, na sua pintura The Devonshire, or Most Approved Method of Securing Votes (A Devonshire, ou o mais aprovado método de assegurar votos).
A Duquesa de Devonshire foi pintada por grandes artistas, tais como Thomas Gainsborough e Joshua Reynolds. O famoso quadro de Gainsborough no qual Georgiana usa um grande chapéu francês ficou desaparecido por anos. Entretanto, um descendente seu, Andrew Cavendish, 11.º Duque de Devonshire, conseguiu recuperá-lo, e hoje o retrato está em Chatsworth House.

## Outras ocupações
Associar-se ao Blue Stockings Society permitiu que Georgiana desenvolvesse amizades próximas com romancistas e intelectuais femininas. Durante toda a sua vida, a duquesa foi uma escritora ávida e produziu vários trabalhos, tanto em prosa como poesia, alguns dos quais foram publicados.
Georgiana começou a escrever poesia ainda criança para o seu pai e alguns dos seus poemas foram passando de mão em mão e chegaram a ser lidos por Horace Walpole (que disse que estes eram "simples e escritos de forma bonita, embora não digam muito") e pelo reverendo William Mason (que tinha opiniões mais positivas). Em 1776, aos 19 anos, ela compôs um poema, To Myself, que abordava a opinião do público sobre ela.
O primeiro dos seus romances a ser publicado foi Emma; Or, The Unfortunate Attachment: A Sentimental Novel em 1773.
Em 1778, foi publicado o romance epistolar, The Sylph. Publicado de forma anónima, o romance tem elementos autobiográficos e a história centra-se numa esposa aristocrática que foi corrompida. O romance foi descrito como "uma exposição da aristocracia, descrita como um grupo de libertinos, chantagistas e alcoólicos". The Sylph foi um sucesso e teve quatro edições.
Outro trabalho da duquesa, The Passage of the Mountain of Saint Gothard, um poema dedicado aos seus filhos sobre o Passo de São Gotardo, foi publicado no jornal The Morning Chronicle em dezembro de 1799 e traduzido para francês,  italiano e alemão.
A duquesa interessou-se ainda por Ciência: assistiu a experiências científicas e mantinha uma coleção de cristais em Chatsworth, a residência oficial dos duques de Devonshire. Teve ainda um papel fundamental na criação do Instituto de Pneumologia de Bristol.

## Últimos anos e morte

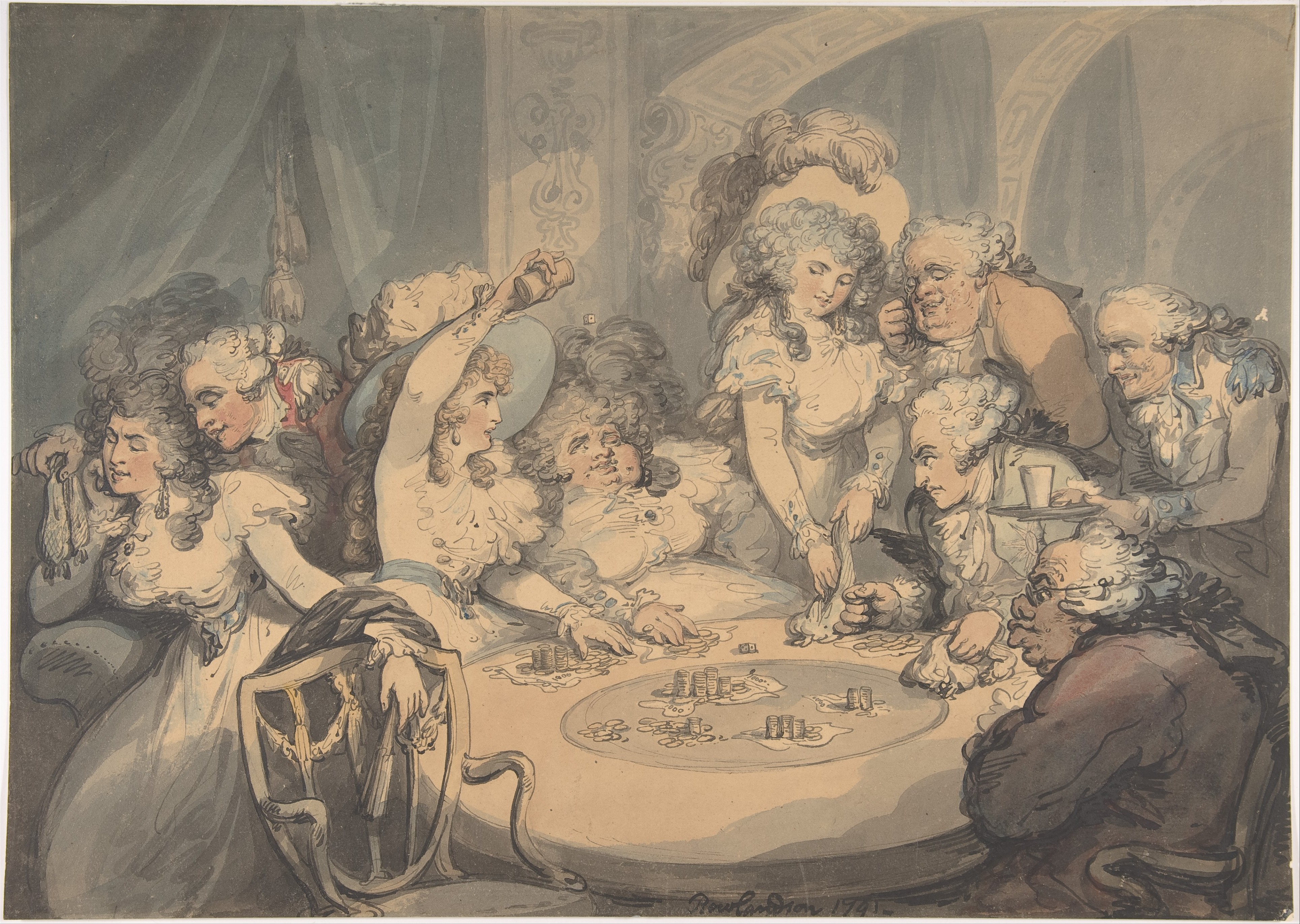
Uma mesa de jogo na residência dos duques de Devonshire

O afastamento da duquesa de Devonshire da sociedade inglesa enquanto esteve exilada em França foi um ponto baixo da sua vida em vários aspetos. Quando regressou a Inglaterra, a duquesa era "uma mulher mudada". O duque começou a sofrer de gota e ela passou muito do seu tempo a cuidar dele. Um novo aborto espontâneo e esta doença levou a que os duques se aproximassem.
Em 1796, a duquesa teve uma doença num olho e o tratamento provocou cicatrizes no seu rosto. No entanto, "essas cicatrizes libertaram-na dos seus medos. Todas as inibições que recaíam sobre se ela era suficientemente bonita ou se estava à altura da sua posição deixaram-na". Quando se aproximava dos 40 anos, a duquesa reconquistou a sua proeminência e o gosto de estar em sociedade, apesar de a sua vida pessoal continuar a ser marcada por episódios de infelicidade, dívidas e problemas de saúde.
Depois de fazer 40 anos, a duquesa dedicou-se à apresentação da sua filha mais velha à sociedade. O seu baile de debutante ocorreu em 1800 e a duquesa viu a sua filha casar com o herdeiro aparente do ducado de Carlisle, Lord Carlisle, em 1801. Esta foi a primeira e única filha que a duquesa viu casar.
A sua saúde continuou a deteriorar-se ao longo da década, assim como o seu vício no jogo. A duquesa chegou a pedir dinheiro emprestado várias vezes aos pais para pagar as suas dívidas astronómicas. A mãe da duquesa acreditava que a sua filha estava a ficar doente em consequência desse vício, mas mais tarde veio a descobrir-se que ela tinha um abscesso no fígado.
Georgiana Cavendish, a 5.ª duquesa de Devonshire, morreu em 30 de março de 1806, aos 48 anos de idade. Morreu rodeada pela sua família e amigas mais próximas: o seu marido, a sua mãe, a sua irmã, a sua filha mais velha, Lady Morph (grávida de oito meses) e Lady Elizabeth Foster. Todos ficaram inconsoláveis com a sua morte. Pela primeira vez, o duque de Devonshire demonstrou sentimentos fortes pela sua mulher, como descreveu um amigo: "o duque ficou fortemente afetado e demonstrou mais sentimentos do que alguém achou possível, de facto, todos os membros da família estão num estado terrível de sofrimento". A filha mais velha da duquesa escreveu: "Oh, minha querida, minha adorada mãe que partiste, partiste mesmo para sempre para longe de mim. Será que nunca mais verei o teu rosto angélico, nem ouvirei mais a tua voz abençoada. Tu, que amei com tanto carinho, tu que foste... a melhor das mães. Adeus. Queria espalhar violetas no seu leito de morte como ela espalhou doçura na minha vida, mas não me deixaram". O príncipe de Gales também lamentou a sua morte: "A melhor mulher, e com o melhor caráter da Inglaterra, partiu".
Milhares de pessoas em Londres reuniram-se em Piccadilly, onde ficava a casa da cidade dos Cavendish para prestar as suas últimas homenagens. A duquesa foi enterrada no jazigo da família na igreja All Saints Parish (atualmente a Catedral de Derby) em Derby.

## Representações na cultura
- Keira Knightley interpretou a Duquesa de Devonshire no filme A Duquesa de 2008.[20]
- Sua vida foi biografada no livro Georgiana: Duchess of Devonshire (1998), de Amanda Foreman.[2]